# Régiment Royal-Artillerie
Le régiment Royal-Artillerie est un régiment d'artillerie du royaume de France créé en 1671. L'actuel 1er régiment d'artillerie conserve son drapeau, ses traditions et porte le surnom de Royal Artillerie.

## Création et différentes dénominations
- 1671 : création du régiment des Fusiliers du Roi avec 4 compagnies
- 1672 : le nombre de compagnies passe de 4 à 26, avant la guerre de Hollande[2]
- 1693 : renommé régiment Royal-Artillerie[3]
- 1720 : dénommé Royal-Artillerie
- 1740 : éclaté en 5 bataillons d'artillerie, de 8 compagnies de 100 hommes, indépendant, puis renommés en 1765 d'après leur ville de garnison :
  - le 1er bataillon (bataillon de Pijart) devenu en 1765 le Régiment de La Fère artillerie, puis le 1er régiment d'artillerie sous la Révolution ;
  - le 2e bataillon (bataillon de Certemont) devenu en 1765 le régiment de Metz artillerie, puis le 2e régiment d'artillerie sous la Révolution ;
  - le 3e bataillon (bataillon de Thorigny) devenu en 1765 le Régiment de Besançon artillerie, puis le 3e régiment d'artillerie sous la Révolution ;
  - le 4e bataillon (bataillon de Proisy) devenu en 1765 le régiment de Grenoble artillerie, puis le 4e régiment d'artillerie sous la Révolution ;
  - le 5e bataillon (bataillon de Romilley) devenu en 1765 le régiment de Strasbourg artillerie, puis le 5e régiment d'artillerie sous la Révolution ;
  - le 6e bataillon devenu en 1765 le régiment d'Auxonne artillerie, puis le 6e régiment d'artillerie sous la Révolution ;

## Colonels et mestres de camp
- Colonels lieutenants pour le roi (ce sont les grands maitres de l'artillerie)
  - 1669 : comte du Lude
  - 1685 : duc d'Humières
  - 1694 : duc du Maine
  - 1736 : comte d'Eu

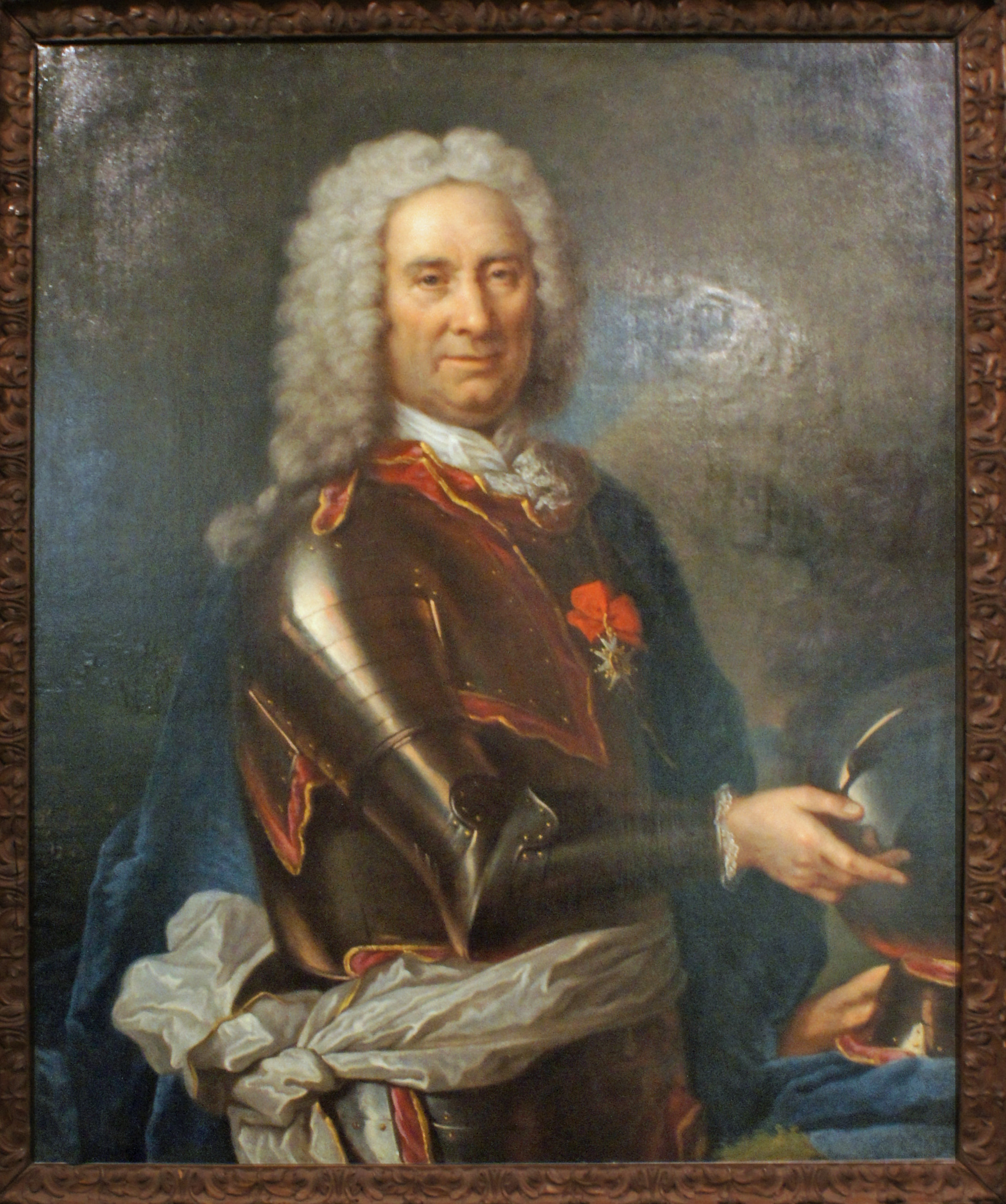
Joseph de Glandié, seigneur de Vareix et Lacapelle, lieutenant-colonel du régiment Royal Artillerie.

- « Liste des lieutenants colonels du régiment Royal-Artillerie » (R.P. Daniel, 1721, p. 540) :
  - M. de Marans
  - M. de Montigni
  - M. de la Harteloire
  - M. de Maisoncelle
  - M. de la Deveze

## Historique des garnisons, combats et batailles

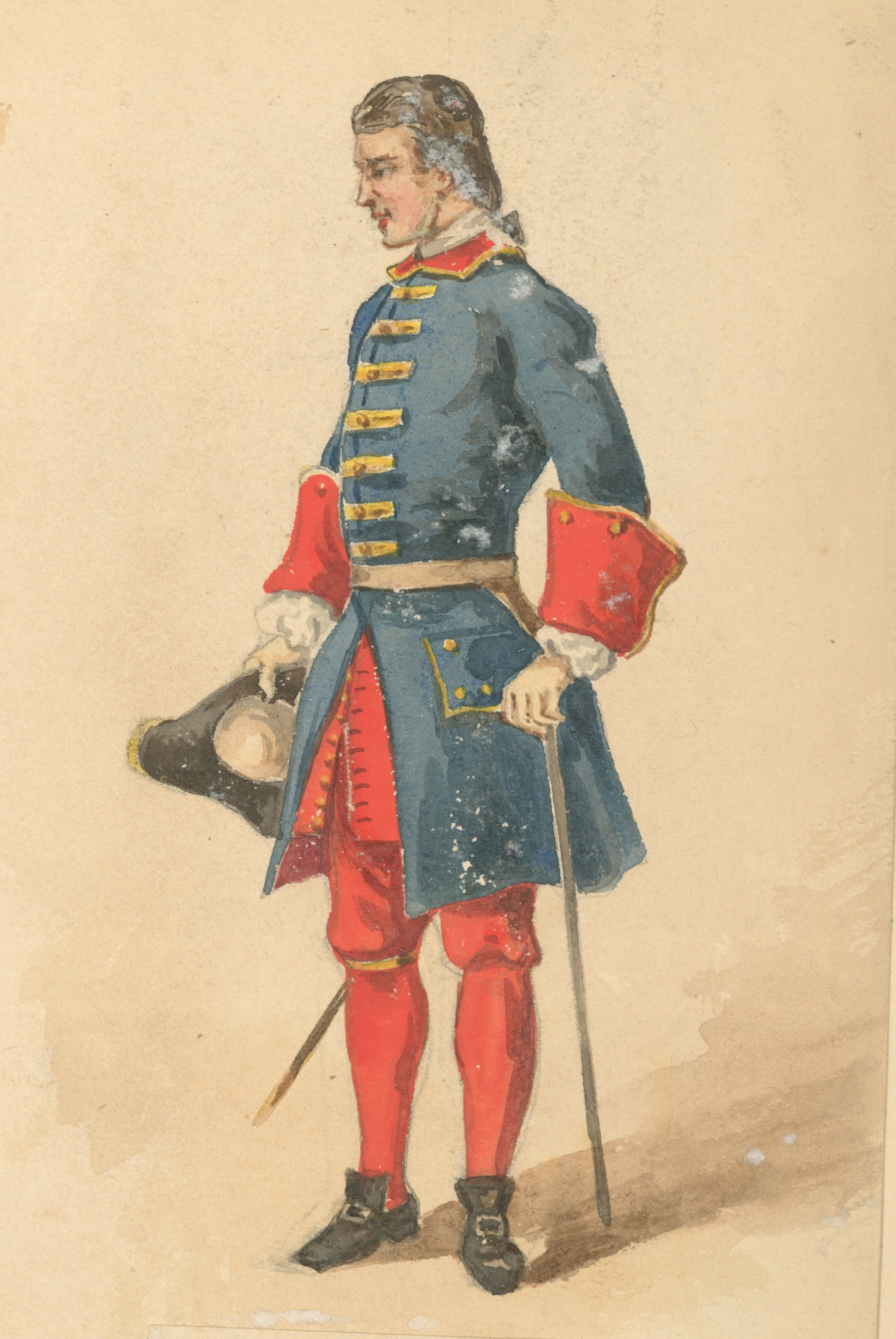
Sergent de la régiment Royal-Artillerie 1720.

Créé par Louis XIV, à l'initiative du secrétaire d'État Louvois, le régiment des Fusiliers est initialement attaché au service de l'Artillerie. Les soldats furent équipés de fusils et de baïonnettes, qui remplacèrent progressivement les mousquets et les piques jugés obsolètes pour le combat. Elles furent même interdites par ordonnance royale en 1703.

« [...] en l'an 1671 [...] on donna des fusils aux soldats au lieu de mousquets, qui étoient alors l'arme commune à presque tous les corps d'Infanterie : outre l'épée, on les arma d'une bayonnette ; & c'est le premier corps dont les soldats aïent été ainsi armez »

Composé de quatre compagnies de 100 hommes chacune, il était alors commandé par Monsieur de Marans, nommé lieutenant-colonel du nouveau régiment. En 1672, 22 « compagnies ordinaires » s'ajoutent aux quatre premières pour former deux bataillons qui participèrent à la guerre de Hollande comme « Régiment des Fusiliers ». En 1693, après maints augmentations, ce régiment fut nommé, sur ordre du roi, « Régiment royal de l'Artillerie ».
De 1672 à 1678, le « régiment Royal-Artillerie » est engagé dans la guerre de Hollande et il s'illustre à la bataille de Seneffe en 1674, au siège de Maastricht en 1676 et au siège de Cambrai en 1677.
En 1684, durant la politique des Réunions, il est au siège de Luxembourg.
Durant la guerre de la Ligue d'Augsbourg, il est engagé aux batailles de Fleurus et de Staffarda en 1690 et à celles de Nerwinden et de La Marsaille en 1693.
En 1701, au début de la guerre de succession d'Espagne dans les Pays-Bas espagnols, un bataillon du régiment Royal Artillerie est envoyé par le maréchal de Boufflers pour défendre la place de Namur.

En 1702, le régiment combat aux batailles de Luzzara et de Friedlingen, en 1703 aux sièges de Brisach, de Landau et aux batailles de Spire et d'Hochstedt, en 1706 aux batailles de Turin et de Ramillies, en 1709 à la bataille de Malplaquet et au siège de Barcelone en 1714.
Par ordonnance royale du 5 février 1720, Louis XV décide de réorganiser l'artillerie. Tout ce que compte le pays en canonniers, bombardiers, mineurs, ouvriers, est rassemblé à Vienne dans le Dauphiné.
Du regroupement des deux précédentes formations d'artillerie, le Régiment Royal-Artillerie et le Royal Bombardiers, naît le Royal artillerie. Ce régiment, avec à sa tête le roi pour chef de corps, est scindé en cinq bataillons à huit compagnies de cent hommes. À la tête de chaque bataillon, il y a un état-major composé d'un lieutenant-colonel, d'un major, d'un aide major, d'un aumônier et d'un chirurgien major.
C'est le maréchal de camp Vallière, inspecteur, qui désigne les cinq chefs de corps.
Puis les bataillons sont numérotés de 1 à 5 d'après l'ancienneté des lieutenants-colonels. Le bataillon du lieutenant-colonel de Thorigny devient le troisième bataillon du Royal Artillerie.
Il en est de même pour les capitaines ainsi classés selon leur rang d'ancienneté, le plus ancien à la première compagnie du premier bataillon et ainsi de suite.
Puis on procède au tirage au sort des 40 compagnies à partir des troupes rassemblées.
Ces « bataillons » sont ainsi les premiers corps de troupe de l'artillerie à être réellement autonomes et homogènes. Chacun de ces cinq bataillons reçoit le nom de sa garnison :
- le 1er bataillon (bataillon de Pijart) reçoit le nom de La Fère
- le 2e bataillon (bataillon de Certemont) reçoit le nom de Metz
- le 3e bataillon (bataillon de Thorigny) reçoit le nom de Besançon
- le 4e bataillon (bataillon de Proisy) reçoit le nom de Grenoble
- le 5e bataillon (bataillon de Romilley) reçoit le nom de Strasbourg

Uniforme
À l'origine, le régiment « étoit habillé de blanc, avec des paremens bleux ». Mais, sous Louis XV, son uniforme est décrit comme suit :

« habit bleu, doublure, paremens, veste, culotte & bas rouges, manches en bottes, poches en travers, & boutons de cuivre dorez, chapeau bordé d’or, & cocarde noire » »

— Lemau de la Jaisse, Cinquième abrégé général du militaire de France, sur terre et sur mer, 1739

« Le drapeau au premier & quatrième canton est aurore et vert changeant, au second et troisième aurore et rouge changeant, la croix blanche au milieu semée de fleurs de lys d'or. »

— R.P. Daniel, 1721, p. 540

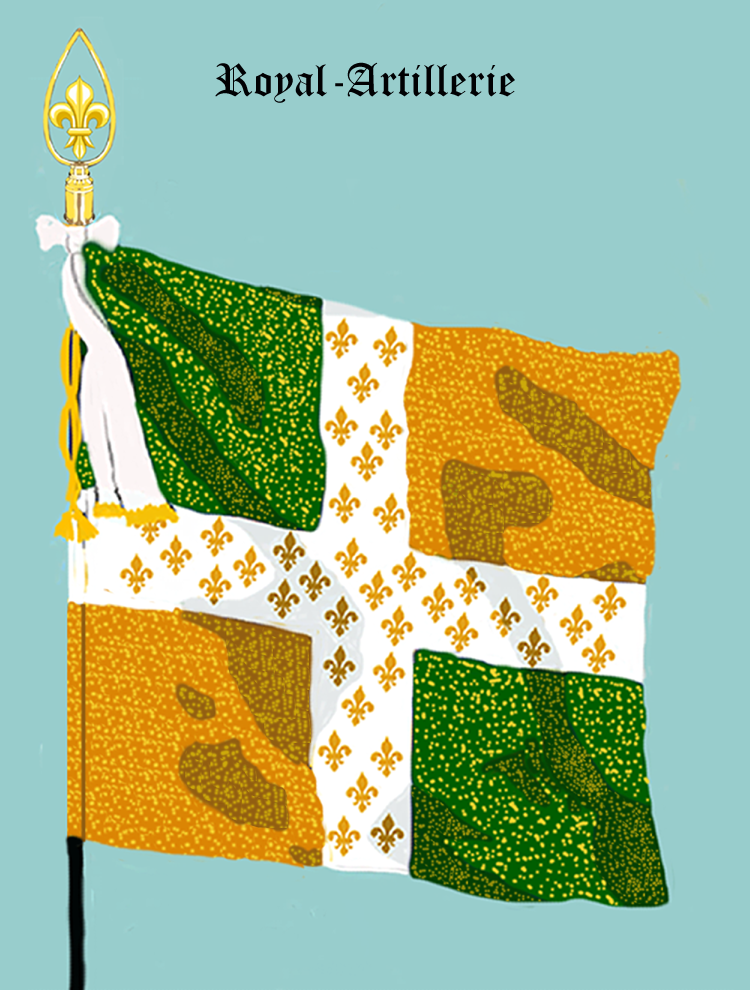
Drapeau du régiment Royal Artillerie de 1693 à 1765

15 drapeaux à 3 par bataillon, dont 5 drapeaux Colonel, « & croix blanches semées de lys d’or », ainsi qu’aux croix blanches des 10 drapeaux d’ordonnance, « aurores & verts taffetas changeant, & aurores & rouges de même par opposition dans les quarrez des Drapeaux ».

## Sources et bibliographie
- [R.P. Daniel, 1721] R.P. Gabriel Daniel, Histoire de la milice françoise et des changements qui s'y sont faits depuis l'établissement de la monarchie dans les Gaules jusqu'à la fin du règne de Louis le Grand, t. 2, Paris, Chez Jean-Baptiste Coignard, Imprimeur ordinaire du Roy, ruë Saint Jacques, à la Bible d'or. M. DCC. XXI. Avec approbation et privilege de sa majesté (Gallica), 1721 (lire en ligne)
- Pierre Lemau de La Jaisse, Cinquième abrégé général du militaire de France, sur terre et sur mer, Paris, 1739
- Lieutenant général de Vault, Mémoires militaires relatifs à la guerre d'Espagne sous Louis XIV, vol. 1, Paris, Imprimerie Royale, 1835, 910 p. (lire en ligne).
- Philippe Le Bas, L'Univers. France, annales historiques, t. 2, Paris, Firmin-Didot frères (Gallica), 1840 (lire en ligne)
- Historiques des corps de troupe de l'armée française (1569-1900)